# Campo di concentramento di Borovnica

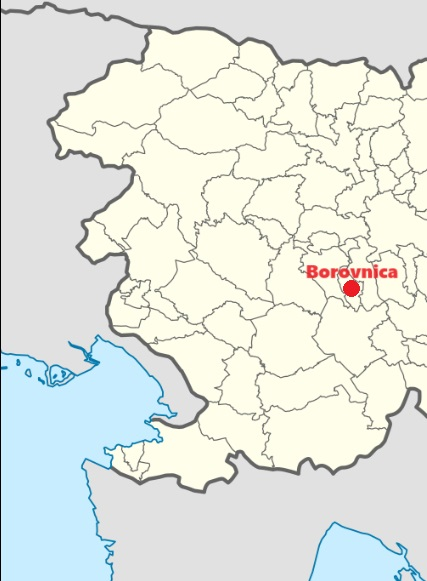
Borovnica

Nel campo di concentramento di Borovnica furono internate dagli jugoslavi fra il maggio del 1945 e l'agosto del 1946 principalmente tre categorie di prigionieri: alcune migliaia di militari italiani arrestati nel periodo di occupazione della Venezia Giulia da parte dell'Esercito Popolare di Liberazione della Jugoslavia, diverse centinaia di ex Internati Militari Italiani già prigionieri dei tedeschi, intercettati dagli jugoslavi mentre cercavano di tornare a casa e alcuni civili italiani delle terre istriane e dalmate. Gli storici sloveni definiscono quello di Borovnica come il peggiore dei campi d'internamento jugoslavi.
In precedenza, sulla stessa area di questo campo, sorgeva un campo di concentramento allestito dalle truppe italiane di occupazione per internare slavi oppositori politici e partigiani ma poi la struttura fu abbandonata dopo l'armistizio di Cassibile dell'8 settembre 1943.
Il comandante del campo era Ciro Raner.

## Vittime
Le stime sui deportati, molto approssimative, vanno dai 5.000 ai 10.000, quelle sugli scomparsi dai 3.000 ai 5.000. Gli elenchi furono distrutti dall'OZNA, la polizia segreta jugoslava, per ordine di Josip Broz Tito.

## Torture
La maggioranza delle persone internate nel campo di concentramento di Borovnica fu torturata e trucidata, i cadaveri furono poi occultati nelle foibe e fosse comuni.
Le principali torture inflitte agl'internati erano di due tipi: la crocifissione e il trascinamento, che provocavano sistematicamente una lenta morte atroce di sofferenze; la crocifissione consisteva nel legare le mani della vittima dietro la schiena e poi a un palo che veniva issato in alto e lasciato così per giorni interi mentre il trascinamento consisteva nel far trascinare massi del peso di oltre 2 quintali a persone denutrite del peso di 30 kg circa.